# Geschäftshaus Bischofsnadel
Das Geschäftshaus Bischofsnadel in Bremen-Mitte, Ortsteil Altstadt, an der Bischofsnadel 6/Ostertorswallstraße 70 im Bereich Am Wall zwischen Nr. 168 und Nr. 169 gehört zu den bedeutenden Bremer Bauwerken. Seit 2018 steht es unter Denkmalschutz.

## Geschichte
Der Bauunternehmer und Mäzen Klaus Hübotter baute 1974 nach Plänen des Architekten Volkhard Meyer-Burg (Bremen) auf einem Grundstück von nur 125 m² das viergeschossige Büro- und Geschäftshaus mit zwei Staffelgeschossen. In dem Gebäude waren drei Büros und ein Laden auf 840 m² Nutzfläche untergebracht. In der Zeit der sachlichen Nachkriegsmoderne entstand ein  Bauwerk mit seinen eher expressionistischen Fassaden aus Glasbausteinen und vielfältigen Vor- und Rücksprüngen. Der  Niveauunterschied zwischen Bischofsnadel und Ostertorswallstraße wurde durch die doppelgeschossigen Geschäftsräume aufgenommen. Bis 1981 residierte hier die Firma Dr. Hübotter  Co.
Der architekturführer bremen schreibt dazu: „Trotz seiner uneingeschränkt modernen Haltung gibt sich dieses Bauwerk aber nicht exhibitionistisch oder feindlich gegenüber seiner Umgebung. Vielmehr weiß es sich durch seine Proportionen, seine erkerartige vertikale Gliederung und durch die dachartigen Rückstaffelungen der beiden obersten Geschosse geschickt in seinen Umraum einzufügen.“
Hübotter bedauerte, dass das Bauwerk nicht durch den BDA-Preis Bremen ausgezeichnet wurde, mit den kritischen Worten: „Das Haus ist so exzellent, und zwar in jeder Hinsicht, das konnten die Herren Preisrichter nicht einfach übersehen, das mussten sie schon übersehen wollen.“
Seit  2014 wird das Gebäude durch Dienstleister genutzt und im Erdgeschoss befinden sich Läden und eine Gaststätte.